# Шах Махмуд
Кутб ад-Дін Шах Махмуд (д/н — 13 березня 1375) — 3-й володар держави Музаффаридів у 1364—1366 роках.

## Життєпис
Син Мубаріз ад-Діна Мухаммеда, володаря Єзду і Кермана. Про молоді роки обмаль відомостей. 1358 року брав участь у поході свого батька проти Чобанідів. На зворотньому шляху долучився до змови свого брата Шах Шуджи проти батька, якого було повалено. За цим Шах Махмуд отримав Абаркуха та з областю Ірак-Аджемі, а потім й Ісфаган.
1359 року Шах Махмуд уклав союз з джалаїрським султаном Увайсом I, оженившись на його доньці. У 1363 році Шах Махмуд повстав проти Шах Шуджи і об'єднався з Шах Ях'єю, володарем Єзду. У 1364 року здобув перемогу, захопивши Шираз. Цим отримав верховне пануванняв державі. За цим Шах Махмуд визнав зверхність Увайса I, від імені якого став карбував монету.
Але війна проти Шах Шуджи тривала. 1366 року Шах Махмуд зазнав поразки, втративши Шираз. Невдовзі визнав зверхність брата, завдяки чому зберіг Ісфаган.
У 1374 році підтримав повстання Султан-Увайс проти свого батька Увайса I. За цих обставин вдалося на деякий час захопити Тебриз. Втім через хворобу Шах Махмуд повернувся до Ісфагану, де помер 1375 року. Його володіння перейшли до Шах Шуджи.